# New Hampton (CDP)
New Hampton CDP ist ein Census-designated place (CDP) in der Town of New Hampton im Belknap County im US-Bundesstaat New Hampshire. Die Volkszählung von 2020 erfasste 373 Einwohner. Der CDP wurde im Jahr 2010 erstmals vom Census definiert. Der CDP umfasst den Kernort der Town of New Hampton mit dem Sitz der Gemeindeverwaltung und der Grundschule.

## Lage
Der Ort liegt bei den Koordinaten 43° 36' 35.52" Nord und 71° 39' 4.93" West auf einer Höhe von 191 Metern über dem Meeresspiegel am linken Ufer des Pemigewasset Rivers. Die 3,55 km² große Fläche des Gebietes setzt sich zusammen aus 3,3 km² Land- und 0,25 km² Wasserfläche. Durch den Ort führt die New Hampshire Route NH-104, von der die NH-132 abzweigt. Der Interstate 93 bildet die Ostgrenze des Gebietes.